# Fernando Lizcano de la Rosa
Fernando Lizcano de la Rosa (1900-1936) fue un militar español.

## Biografía
Militar del Arma de Infantería. Participó en la Guerra de África, durante la cual tomó parte en numerosas acciones militares junto a la Legión que le valieron ser condecorado con la Cruz Laureada de San Fernando. Fue nombrado jefe de los Mozos de Escuadra después de la fallida proclamación del Estado Catalán en octubre de 1934.
Al estallar la guerra civil se encontraba destinado en Barcelona en situación de disponible. Para entonces ostentaba el rango de capitán. En los planes de los golpistas, Lizcano de la Rosa estaba previsto que volviera a ocupar la jefatura de los Mozos de Escuadra una vez se hubieran hecho con el control de Barcelona. En la mañana del 19 de julio se encontraba en la Capitanía general de la IV División Orgánica, donde acordó con el capitán López Belda hacerse cargo del edificio y dominar a todos aquellos oficiales fieles a la República. Finalmente fue hecho prisionero, juzgado, condenado a muerte y fusilado el 26 de agosto de 1936 en los fosos del Castillo de Montjuic.